# Knebworth 22
Knebworth 22 è un album dal vivo del cantante inglese Liam Gallagher, pubblicato nel 2023.

## Tracce
1. Hello – 3:32
2. Rock 'n' Roll Star – 4:48
3. Wall of Glass – 3:41
4. Shockwave – 3:36
5. Everything's Electric – 3:45
6. Roll It Over – 6:08
7. Slide Away – 6:01
8. More Power – 4:56
9. C'mon You Know – 5:08
10. The River – 3:23
11. Once – 3:56
12. Cigarettes & Alcohol – 4:01
13. Some Might Say – 5:10
14. Supersonic – 5:01
15. Wonderwall – 4:40
16. Champagne Supernova – 8:28

- Tracce Bonus - Edizione Giapponese

1. Stand by Me
2. Diamond in the Dark

## Classifiche
| Classifica (2023) | Posizione raggiunta |
| ----------------- | ------------------- |
| Regno Unito       | 1                   |